# Mariner
Mariner byl zrušený projekt, který měl přidat vylepšení výkonu a stability do renderovacího jádra webového prohlížeče Netscape Communicatoru. Mariner se stal open source v březnu 1998, když Netscape uvolnil své zdrojové kódy a založil projekt Mozilla.org.
Mariner přidal podporu pro inkrementální vykreslování stránek, hlavní nedostatek předchozích verzí Netscape a učinil layouty složené z textu a tabulek o mnoho rychlejší. Dále přidal podporu DOM 1 a vylepšil stabilitu.
Mariner měl být součástí Netscape Communicatoru 5.0 tj. poslední verzí, která ještě nevyužívala renderovacího jádra Gecko. V říjnu 1998 se však Netscape rozhodl ukončit vývoj tohoto jádra a zaměřit se na renderovací jádro Gecko (tehdy ještě pod označením NGLayout). Netscape Communicator 5.0 s Marinerem nebyl nikdy vydán.